# Munday, Texas
Munday là một thành phố thuộc quận Knox, tiểu bang Texas, Hoa Kỳ. Năm 2010, dân số của xã này là 1300 người.

## Dân số
- Dân số năm 2000: 1527 người.
- Dân số năm 2010: 1300 người.